# 深江化成
深江化成株式会社（ふかえかせい、英: FUKAE KASEI CO.,LTD）は、兵庫県神戸市に本社を置くプラスチック製実験機器器具メーカーである。

## 概要
射出成形によるプラスチック成形技術を軸に、WATSON（海外はWATSON Bio Lab）のブランド名でマイクロピペット、ピペットチップ、マイクロチューブ、マイクロプレートなどライフサイエンス研究用品を製造販売している。また、ピペットチップなどの消耗品はOEM、ODMによる供給も行っている。

## 沿革
（沿革節の主要な出典は公式サイト）

### 前史
- 1924年（大正13年）- 木村商店の商号で神戸市葺合区布引町4丁目1に於いて英国ダンロップ護謨株式会社ゴム製品の代理店として販売を開始。
- 1945年（昭和20年）- 神戸市生田区元町通3丁目68に営業所を移転する。
- 1951年（昭和26年）- 都市計画により神戸市生田区元町通から同区加納町4丁目に移転する。

### 創業
- 1951年（昭和26年）2月 - 神戸市東灘区城の内通にて、株式会社木村商店灘工場を工業ゴム成形工場として発足。英国ダンロップの兵庫県代理店となる[2]。
- 1958年（昭和33年）- 資本金を100万円に増資。
- 1962年（昭和37年）- 灘工場を神戸市東灘区本庄町2丁目、深江工場に設備増設のため移転。工業用ゴム製品からプラスチック成形の専用工場とする。資本金を300万円に増資。

### 設立以降
- 1966年（昭和41年）3月24日 - 株式会社木村商店から独立、深江化成株式会社（資本金150万円）を設立。
- 1972年（昭和47年）- 資本金を600万円に増資。
- 1973年（昭和48年）- 神戸市東灘区御影塚町3丁目に御影工場を建設、射出成形工場として操業開始。
- 1974年（昭和49年）- 資本金を1,500万円に増資。
- 1979年（昭和54年）- ブロー成形機を導入し、中空成形の製造を開始。
- 1983年（昭和58年）- 西神工業団地に新工場建設。
- 1984年（昭和59年）- 大型ブロー成形機導入。
- 1985年（昭和60年）- 本社を西神工業団地新工場に移転。御影工場を組立専用工場とし、成形部門を本社に移転。
- 1988年（昭和63年）- WATSONの商標名で、自社製品の企画開発、設計製造、販売を開始。東京都千代田区岩本町に東京事務所設立。
- 1994年（平成6年）- ブロー成形部門を独立させ、三木ポリマー株式会社設立。
- 1995年（平成7年）- 阪神・淡路大震災により御影工場を移転、三木営業所として再開。兵庫県加古郡稲美町に稲美物流センター建設。三木営業所を本社工場に統括。
- 1998年（平成10年）- 株式会社東京ケミカルリサーチとして東京連絡事務所を設立。資本金を4,500万円に増資。
- 2001年（平成13年）- 中国・上海市に営業所開設。
- 2003年（平成15年）- 資本金を5,500万円に増資。本格的にナノ・テクノロジー分野に進出。本社工場を順次クリーンルームに改装。
- 2005年（平成17年）- 株式会社東京ケミカルリサーチ西日本営業所開設。資本金を8812.5万円に増資。
- 2007年（平成19年）- 株式会社東京ケミカルリサーチをワトソン株式会社に改称。ISO 9001認証取得。
- 2009年（平成21年）- 西神南事業所開設。
- 2010年（平成22年）- 本社を西神南に移転。
- 2012年（平成24年）- 西神工業団地に第二工場開設、クリーンルーム専用工場とする。クラス1万のクリーンルームを設置。
- 2014年（平成26年）- アメリカに現地法人WATSON Bio Lab USAを設立。
- 2015年（平成27年）- ISO 13485 認証取得。
- 2017年（平成29年）- 受託サービス開始。社員食堂「深記」オープン[3]。
- 2018年（平成30年）- 医療機器製造業を兵庫県に申請・登録。西神工業団地に第三工場開設。

## 社名の由来
深江化成の「深江」は、その前身である木村商店のプラスチック成形拠点、深江工場から独立したことに由来する。
深江工場は阪神電鉄線「深江駅」の近隣、神戸市東灘区本庄町2丁目にあった。

## コーポレートマーク・ロゴ

現在のマークと英文ロゴ

和文ロゴとそれをあしらった旧マークがいつから使われ始めたのかは不明である。1988年の会社案内にロゴが使われておらず、2007年の会社案内で使用が確認できることからその間の制定である可能性が高い。
2011年、海外進出を意識し、和文ロゴをあしらった旧マークは「F」の頭文字とDNA二重螺旋をモチーフにした新デザインに変更になった。
また海外向けにアルファベットのロゴもデザインされた。ちなみに、マークに使用されているコーポレートカラーはPANTONE 662である。

## 商標登録

### ブランドロゴ

watson bio lab ロゴ

「WATSON」及び「WATSON BIO LAB」は深江化成株式会社が商標登録している理化学実験機器ブランドである。日本での商標登録は元々「WATSON」であるが、パッケージや製品に印刷されたブランドロゴは2012年から順次「WATSON BIO LAB」に改められている。「WATSON BIO LAB」 はアメリカ進出時に「WATSON」が商標登録で通らなかったため「BIO LAB」を付加し登録した経緯がある。
- 「NEXTY」はWATSONブランドの中の特にマイクロピペット関連製品を束ねる登録商標である[7]。各種マイクロピペットとデザイン統一されたチップラックがラインナップされている。
- 「Peggy」はディスポピペット用連続分注器の商標である[8]。ペンギンがモチーフであるためその名が付けられたという。

### マスコットキャラクター
「Dr.WATSON」はワトソンブランドのマスコットキャラクターである。2010年6月よりWATSONブランドのパッケージ、販促物などに登場するようになった。現在は「ワトソン君」と呼ばれ親しまれている。

## 主な製品

### 分注用品
- マイクロピペット
- 連続分注器
- ピペットチップ
- フィルターチップ
- ディスポピペット

### 遠心分離関連用品
- 遠沈管
- マイクロチューブ
- スクリューキャップチューブ
- チューブラック

### 細胞培養用品
- マイクロプレート
- スライド＆チャンバー（チェンバースライド）
- スフェロイドキャッチ
- ディスポループ・ニードル（白金耳）

### 凍結保存用品
- クライオチューブ
- ICタグジャケット
- クライオチューブボックス

### バイオリソース保存用プレート
- プリザベーションプレート
- 微生物プリザ

### PCR用品
- PCRチューブ
- PCRプレート

### 血液成分分離抽出用品
- プラズマフィルター
- リューコキャッチ

### その他
- 滅菌スコップ
- 滅菌スプーン
- CPC施設向け多重包装消耗品

## 主な保有技術

### プラスチック微細加工技術
微細金属加工技術を射出成形の金型に応用することで微細プラスチック加工を実現するもの。その微細加工精度を示す物としては、例えば深さ2μm、幅1μmの溝を1μm間隔で並列するように並べた形状や、針長1mm、口径50μm、外径80μmの中空微細針などがある。
プラスチック微細加工技術を利用した主な上市製品としては、セルカウンタープレートやマイクロスケールなどがある。近年、金属加工技術はナノレベルの加工が可能になってきているが、射出成形の型としてそれらを利用しても、樹脂の流動性がネックとなりマイクロメートルレベルの成形が限界である。

### プラスチック表面改質技術
プラスチックにプラズマやUVなどを照射することで表面の分子性状を変化させ親水性や吸着力を付与することができる。もともとプラスチックは疎水性の表面特性を持つが、これを改質して親水性を付与するとプラスチックで作った溝に毛細管現象で溶液を染みこませたり、培養する細胞の足場としたりできるようになる。また、表面に強い極性を持たせることで接着剤を使用せずに接合することができるようになり、医療用途で期待されながら接着が難しかったCOP樹脂やCOC樹脂の貼り合わせ加工が可能になった。プラスチック表面改質技術を利用した主な上市製品としては、接着細胞用細胞培養プレートがある。

## 特許
- Material supply device （生分解性マイクロ針による経皮性薬剤搬送システム, 立命館大学と共同開発）　JP5558047B2[11] WO2011018909A1[12]

- Pipette device（3倍速ターボダイアル）　CN102101065B[13]、 US8646343B2[14]、 EP2329885B1[15]

- Preservation method and preservation holder（スティックマーカー）　JP6246127B2[16]

## 製品関連論文

### スフェロイドキャッチ
E Fujibayashi et al. "Isolation of cancer cells with augmented spheroid-forming capability using a novel tool equipped with removable filter" Oncotarget. 2018 Sep 21; 9(74): 33931–33946.

## 補助金採択事業
産学連携などで国や公的機関の補助金を受けた研究も行っている。
- 平成20年度新連携対策補助金（5ヵ年事業)テーマ「細菌、酵母などの微生物を室温で保存、輸送ができるプリザベーションプレート事業」
- 平成22年度新規産業創造技術開発費補助金補助金(単年事業)テーマ「リューコキャッチ（LeukoCatch）を用いた白血球内全タンパク質の採取デバイス開発」
- 平成22年度（平成24年度二次公募） (単年事業)先端技術実証・評価設備整備費等補助金（企業等の実証・評価設備等の整備事業）テーマ「生分解性プラスチックによる微細針の開発」
- 平成23年度戦略的基盤技術高度化支援事業（3ヵ年事業)テーマ「血液中遊離核酸（miRNA）を用いた癌診断のための核酸抽出キットの開発」
- 平成23年度課題解決型医療機器の開発・改良に向けた病院・企業間の連携支援事業（3ヵ年事業)テーマ「歯科におけるQOL向上に向けた機器の研究開発」（電極一体型ディスポセルの開発）
- 平成25年度中小企業・小規模事業者ものづくり・商業・サービス革新事業に係る補助事業(単年事業)テーマ「細胞向けオーダーメイドディスポーザブル製品の開発」
- 平成25年度戦略的基盤技術高度化支援事業(5ヵ年事業)テーマ「次世代に向けた単一細胞分離回収用マイクロデバイスおよび装置の開発」

## 協力・協賛

### 白衣
深江化成50周年記念で上田安子服飾専門学校との産学連携が企画され、学生デザインのオリジナル白衣が制作された。大半がアンケートなどのノベルティーや後述の高校総文などで配布された。

### TVドラマ
TVドラマでライフサイエンス研究室を演出する小道具として製品が提供された。
- 「フランケンシュタインの恋」日本テレビ系　2017年4月23日～6月25日
- 「インハンド」TBS系「金曜ドラマ」2019年4月12日～6月21日
- 「天国と地獄〜サイコな2人〜」TBS系「日曜劇場」2021年1月17日～

### 高校総文
全国高等学校総合文化祭・自然科学部門に2015年第39回大会から毎年製品の物品協賛を行っている。2015年から2018年までは巡検研修で生徒に着用してもらうためデザイン白衣を提供。2019年は藻類の培養用に培養プレートやチューブ類が提供された。ポスター発表会場の近くで毎年「チップ立て競争」と「分注競争」を行い、生徒が製品に触れられる機会を提供している。

## 主な取材・報道
- 『シリーズ 部素材産業支援事業の取り組み 第2回 深江化成株式会社の「攻めのビジネス戦略」』 経済産業省 近畿経済産業局広報誌 E!KANSAI 平成27年 8月号  企業・地域の取組紹介　2015年8月3日
- 『深江化成、神戸に新工場　ライフサイエンス向けプラ製品増産』日刊工業新聞　2017年10月24日
- 『「ちょっと訪問」深江化成　医療関連プラ品、技術に定評』日刊工業新聞　2017年11月1日
- 『細胞実験器具の消耗品「ピペットチップ」専用工場建設し増産　再生医療研究などで高まる需要』神戸新聞　2018年6月16日
- 『深江化成、ピペットチップ増強　神戸で工場稼働』日刊工業新聞　2018年7月6日
- 登録企業ドキュメンタリー『「人がやっていないことをやってみる」そのポリシーが社内も地域さえも変えていく。』中小企業整備基盤機構J-GoodTech（ジェグテック）2018年11月13日
- 『深江化成株式会社「理化学製品【WATSON】　医療用製品の企画設計」』中小機構公式チャンネル（SMRJ：独立行政法人中小企業基盤整備機構）新価値創造NAVI出展内容紹介(新価値創造展2017会場より）2018年12月19日

## レストラン事業
本社の2階スペースに社員食堂があり、近隣事業所の従業員や一般の住民にも開放している。神戸新聞は、開店を報じる記事で「本格的な香港料理が食べられる社員食堂」「社長が、知人の中華料理店オーナーを通じて調理人3人を香港から呼び寄せた。」「瀬戸内の魚介類と西区でとれた野菜を使った料理や点心類を提供する。」などと伝えた。一般開放の動機について、神戸新聞と日刊工業新聞は『どうせなら本格的なものをつくりたかった。会社のパーティーや接客、家族イベントなどで活用して欲しい』『周辺は工業団地でレストランは少ない。社員の福利厚生はもとより「地域の人にも利用してもらおうとレストランにした」。』などと社長の談を報じた。
工場団地内の社屋の最奥部で道路から隠れるような立地が非常にわかりにくいため、「す・またん！まるトクZIP！」の「かくれんぼ料理店」コーナーで紹介されたのを皮切りに隠れ家的な店としてTV、雑誌で取り上げられるようになった。

### レストラン「深記」の外部リンク
- shinki.restaurant　深記 公式インスタグラム
- 深記 LINE OFFICIAL ACCOUNT

## 関連会社
- ワトソン株式会社（WATSON Bio Labのブランドの国内販売元）
- WATSON Bio Lab USA（北米地域の販社）